# Fausts Leben, Thaten und Höllenfahrt
Fausts Leben, Thaten und Höllenfahrt ist ein Roman von Friedrich Maximilian Klinger aus dem Jahr 1791. Klinger wie auch Goethe, dessen Faust I heute bekannter ist, kamen vermutlich schon im Kindesalter mit dem damals sehr populären Faust-Stoff in Gestalt von Puppenspielen und anderen Schaustellungen in Berührung (vgl. Johann Georg Faust). 
Klinger hat an dem Roman nachweislich in den Jahren 1790 bis 1791 gearbeitet, eventuell auch schon früher. Die erste Auflage erschien 1791 bei Johann Friedrich Hartknoch in Leipzig. Um die Zensur zu täuschen, wurde jedoch als Verleger Johann Friedrich Kriele in St. Petersburg angegeben.
Im „Sturm und Drang“ (einer literarischen Bewegung um die Zeit der Französischen Revolution, der Klinger ihren Namen gab) wird die ursprüngliche Faust-Figur vom schwarzen Magier und verrufenen Gotteslästerer zu einem Sprecher des titanischen Ich- und Freiheitsgefühls, der sowohl an der religiösen Tradition als auch am antimystischen Vernunftdenken Kritik übt. 
Klingers eher passiver Faust, der miterleben muss, welche Folgen jede allzu klare Einsicht in die Natur des Menschen hat, scheint sich aber auch in der Tradition der Satiren über das Zeitalter der Aufklärung zu verstehen wie Voltaires Candide (1759). – Goethe bemühte sich dagegen, dem bekannten Faust-Stoff das Negative zu nehmen und weder Faust noch die Welt, in der er lebt, zu verurteilen.

## Inhalt
Faust, der sich in langen Studien mit Metaphysik, Theologie und Moral auseinandergesetzt und trotzdem keine Antwort auf seine Frage nach dem Sinn des Lebens hat, ja sogar trotz seiner Erfindung der Buchdruckerkunst nicht einmal seine Familie ernähren kann, beschwört die Mächte der Hölle. Er geht mit Leviathan, einem Fürsten der Unterwelt und, aufgrund seines Hasses gegenüber dem menschlichen Geschlecht, Liebling des Satans folgende Wette ein: Der Teufel wird, solange er lebt, sein Diener und führt ihn hinter die Geheimnisse des menschlichen Seins, wofür er seine Seele erhält, es sei denn, Faust zeige ihm einen im Innersten guten Menschen. 
Daraufhin treten die beiden eine Reise an, die sie zu den verschiedensten Orten und Situationen bringt, wobei am Ende doch immer der Teufel Recht behält und er seinem Begleiter ständig das Böse in den Menschen zeigt, sogar in einem Eremiten. Faust will bei diesem lediglich übernachten, als sie auf dem Weg von Frankfurt nach Mainz zu seiner Familie sind, der Höllenfürst reizt ihn jedoch so lange, bis es für die Pilgerin, die seiner dunklen Macht entsprungen ist, ein Leichtes ist, den Geistlichen nach reichlichem Alkoholkonsum und körperlicher Annäherung von der Idee zu überzeugen, die beiden Reisenden ihres Geldes wegen im Schlaf zu ermorden. Gerade als der Mann mit gezücktem Messer über Faust gebückt zum Stoß ausholt, schlägt dieser die Augen auf. Im Zorn befiehlt er seinem Diener, die Hütte zusammen mit dem Eremiten und der Frau niederzubrennen. 
In seinem Heimatort angekommen beschenkt der ehemals arme Buchdrucker seine Familie reichlich, bezahlt Schulden und rettet sogar einen Freund mit finanzieller Unterstützung der Hölle vor dem Gefängnis, muss aber zu seinem Bedauern auch hier immer wieder einsehen, das seine Mitmenschen für Geld fast alles tun. Doch nicht nur Gold hilft ihm, seine Ziele zu erreichen, sondern auch Leviathans Redegewandtheit. So überzeugt er z. B. die Äbtissin eines Nonnenklosters davon, dass es unabdingbar für ihre weitere Laufbahn in ihrem Amt sei, Faust einen Beischlaf bei der Nonne Klara zu ermöglichen, da diese sonst bald ihren Platz als Äbtissin übernehmen werde, wenn ihr Ruf nicht ruiniert würde. Aus Angst, wegen ihrer strengen Umgangsweise mit den anderen Nonnen von jenen nach ihrer Absetzung gepeinigt zu werden, willigt die Gottesdienerin schließlich ein, und so kommt Faust zu der erwünschten Nacht und der damit verbundenen Rache am Erzbischof, der einst die von ihm gedruckte Bibel verschmäht hatte. 
Im weiteren Verlauf der Reise wird Fausts Menschenbild zunehmend getrübt. Er muss mit ansehen, wie sich die Menschen durch Macht- und Geldgier immer wieder zu ethisch und moralisch verwerflichen Taten hinreißen lassen. Schließlich erreichen die beiden nach einem langen Weg, der sie von Deutschland über Frankreich und England nach Italien führt, den Höhepunkt ihrer Reise und – wie von Leviathan geplant – den Ort der endgültigen Zerstörung Fausts. Die gemeinsame Zeit mit dem Teufel hat Faust zunehmend abgestumpft. Er benutzt seine Macht immer seltener, um Selbstjustiz zu üben, doch im Vatikan sollte er sich noch ein letztes Mal erheben. 
Aufgrund ihres besonderen Auftretens und der Fähigkeiten des Unterweltsfürstens wegen erhalten sie schnell Einlass in den Vatikan und erlangen dort eine Position, von der aus es ihnen möglich ist, die Intrigen und Verschwörungen einzusehen. Leviathan zeigt seinem Begleiter auf, welch üble Machenschaften sogar an dem Ort im Gange sind, der eigentlich eine Festung des Guten sein sollte. Als er sich durch den Papst in seiner Würde als Höllenfürst angegriffen fühlt, gibt er seine wahre Gestalt preis, was jenen nicht hindert – ja sogar ermutigt –, weiter auf ihn einzureden und ihm sogar ein Bündnis vorzuschlagen, was den Teufel so sehr erzürnt, dass er den Papst vor Fausts Augen tötet und mit Faust zusammen Rom in Richtung Heimat verlässt. Dort angekommen, klärt er den gänzlich zerrütteten Faust über die ausnahmslos negativen Folgen seiner Taten auf und tötet ihn schließlich, um triumphierend in die Hölle zurückzukehren und ihn der peinlichsten Strafe für einen Philosophen seiner Art zuzuführen, nämlich dem ewigen Zweifel.

## Ausgaben
- Friedrich Maximilian Klinger: Fausts Leben, Thaten und Höllenfahrt. Kriele, St. Petersburg (d. i. Hartknoch, Leipzig) 1791 (Digitalisat und Volltext im Deutschen Textarchiv)